# 山田良秀
山田 良秀（やまだ よしひで、1893年5月16日 - 1978年1月7日）は、日本の経営者。

## 経歴
佐賀県佐賀市出身。1919年に行文行政科に合格し、1920年に東京帝国大学法学部英法学科を卒業し、同年に逓信省に入省し、岡山郵便局長、経理局長、航空局長官などを歴任。1943年に退官し、北海道配電(のちの北海道電力)社長に就任。北海道放送取締役、北日本航空社長なども歴任。
1978年1月7日老衰のために死去。84歳没。